# Bienoj-Wiedieno
Bienoj-Wiedieno (ros. Беной-Ведено; czecz. Бенойн-Ведана, Benojn-Vedana) – wieś (ros. село, trb. sieło) w południowo-zachodniej Rosji, w Czeczenii, w rejonie nożaj-jurtowskim. Liczy ok. 1 tys. mieszkańców.

## Historia
W 1944 roku, po deportacji Czeczenów i Inguszów do Azji Środkowej oraz likwidacji Czeczeńsko-Inguskiej Autonomicznej Socjalistycznej Republiki Radzieckiej Bienoj-Wiedieno zostało przemianowane na Icziczali i zasiedlone przez wychodźców z sąsiedniego Dagestanu. Po reaktywowaniu Czeczeńsko-Inguskiej ASRR w 1957 roku przywrócono nazwę Bienoj-Wiedieno.

## Oświata
- W miejscowości znajduje się szkoła średnia[3].